# Maxim Piatrou
Maxim Piatrou –en bielorruso, Максім Пятроў– es un deportista bielorruso que compite en piragüismo en la modalidad de aguas tranquilas. Ganó dos medallas de bronce en el Campeonato Mundial de Piragüismo, en los años 2015 y 2017, y una medalla de bronce en el Campeonato Europeo de Piragüismo de 2015.

## Palmarés internacional
| Campeonato Mundial | Campeonato Mundial       | Campeonato Mundial | Campeonato Mundial |
| Año                | Lugar                    | Medalla            | Competición        |
| ------------------ | ------------------------ | ------------------ | ------------------ |
| 2015               | Milán (Italia)           | Medalla de bronce  | C1 500 m           |
| 2017               | Račice (República Checa) | Medalla de bronce  | C1 500 m           |
| Campeonato Europeo |                          |                    |                    |
| Año                | Lugar                    | Medalla            | Competición        |
| 2015               | Račice (República Checa) | Medalla de bronce  | C1 5000 m          |